# 鬼押温泉
鬼押温泉（おにおしおんせん）は、群馬県吾妻郡嬬恋村にある温泉。浅間山の北麓で湧出している。

## 泉質
- ナトリウム-硫酸塩・炭酸水素塩泉
  - 泉温　45℃

## 温泉地
標高1130メートルの北軽井沢にあるホテル「軽井沢倶楽部ホテル軽井沢１１３０」で湧出している温泉。
日帰り入浴も受け付けている。周辺は別荘地や鬼押出し園などがある。全てのレストランの料理は地元の嬬恋で採れるキャベツを使用している。

## 歴史
昭和48年（1973年）のボーリングを実施、昭和56年（1981年）に開湯。

## アクセス
- JRしなの鉄道線・北陸新幹線軽井沢駅よりバスで50分。

- 上信越自動車道碓氷軽井沢ICより国道18号経由、車で50分。